# 1725
Епоха великих географічних відкриттів •  Перша наукова революція •  Глухівський період в історії Гетьманщини •  Російська імперія

## Геополітична ситуація
Османську імперію очолює Ахмед III (до 1730). Під владою османського султана перебувають Близький Схід та Єгипет, Середземноморське узбережжя Північної Африки, частина Закавказзя, значні території в Європі: Греція, Болгарія і Сербія. Васалами османів є Волощина та Молдова.
Священна Римська імперія охоплює, крім німецьких земель, Угорщину з Хорватією, Трансильванію, Богемію, північ Італії, Австрійські Нідерланди. Її імператор — Карл VI Габсбург (до 1740). Король Пруссії — Фрідріх-Вільгельм I (до 1740).
На передові позиції в Європі вийшла Франція, якою править Людовик XV (до 1774). Франція має колонії в Північній Америці та Індії.
Король Іспанії — Філіп V з династії Бурбонів (до 1746). Королівству Іспанія належать південь Італії, Нова Іспанія, Нова Гранада та Віцекоролівство Перу в Америці, Філіппіни. Королем Португалії є Жуан V (до 1750). Португалія має володіння в Бразилії, в Африці, в Індії, в Індійському океані й Індонезії.
Північ Нідерландів займає Республіка Об'єднаних провінцій. Вона має колонії в Північній Америці, Індонезії, на Формозі та на Цейлоні. На британському троні сидить Георг I (до 1727). Британія має колонії в Північній Америці, на Карибах та в Індії. Король Данії та Норвегії — Фредерік IV (до 1730), на шведському троні сидить Фредерік I (до 1751). На Апеннінському півострові незалежні Венеціанська республіка та Папська область. у Речі Посполитій королює Август II Сильний (до 1733). Імператрицею Російської імперії після смерті Петра I стала Катерина I (до 1727).
Україну розділено по Дніпру між Річчю Посполитою та Російською імперією. Посада гетьмана залишається вакантною. Пристановищем козаків є Олешківська Січ. Існує Кримське ханство, якому підвладна Ногайська орда.
В Ірані Сефевіди поступилися правлінням Хотакі.
Значними державами Індостану є Імперія Великих Моголів, Імперія Маратха. В Китаї править Династія Цін. У Японії триває період Едо.

## Події

### В Україні
- Звільнено з ув'язнення Данила Апостола.

### У світі
- Іспанський капер Амаро Парго отримує титул ідальго (дворянин).
- Катерина I зійшла на трон Російської імперії після смерті Петра I.
- Катерина I запровадила Орден Святого Олександра Невського.
- Австрія та Іспанія уклали Віденський союз проти Англії та Франції.
- Велика Британія, Франція та Пруссія уклали Ганноверський союз.
- Мір Ашраф став шахом Ірану після смерті Мір Махмуда.
- Турки захопили Табріз.

### Наука та культура
- Джеймс Бредлі відкрив аберацію світла
- Засновано Санкт-Петербурзьку академію наук.
- В Китаї опубліковано 66 примірників «Гуцзінь тушу цзічен», досі найбільшої у світі паперової енциклопедії.
- Джамбатіста Віко видав «Основи нової науки про загальну природу націй».
- Вільям Гед запатентував стереотипний друк.

## Народились
- 2 квітня — Джованні-Джакомо Казанова, міжнародний авантюрист, герой-коханець

## Померли
див. також Категорія:Померли 1725
- 8 лютого — Петро I, московський цар (з 1682 року), перший російський імператор (з 1721 року)